# エルネスト・ペレス
エルネスト・ペレス・ロボ（Ernesto Pérez Lobo, 1970年9月5日- ）は、スペインのマドリード出身の柔道選手。階級は100kg超級。身長198cm。

## 人物
1992年に地元スペインのバルセロナで開催されたバルセロナオリンピックでは3回戦でフランスのダビド・ドゥイエに合技で敗れるなどして7位だった。1995年の世界選手権でも準決勝でドゥイエに合技で敗れるなどして5位にとどまった。翌年の1996年アトランタオリンピックではドイツのフランク・モラーやトルコのセリム・タタログルなどの有力選手を破って決勝まで進むものの、またもやドゥイエに内股で敗れたが銀メダルを獲得した。2000年シドニーオリンピックでは7位に終わった。

## 主な戦績
(階級表記のない大会は全て95kg超級及び100kg超級での成績)
- 1992年 - バルセロナオリンピック　7位
- 1993年 - チェコ国際　3位
- 1993年 - 地中海競技大会　2位
- 1993年 - 世界選手権　無差別　5位
- 1995年 - ドイツ国際　3位
- 1995年 - イギリス国際　優勝
- 1995年 - 世界選手権　5位
- 1996年 - イギリス国際　優勝
- 1996年 - アトランタオリンピック　2位
- 1996年 - 嘉納杯　95kg超級　3位 無差別　3位
- 1997年 - チェコ国際　2位
- 1997年 - 地中海競技大会　3位
- 1997年 - 世界選手権　7位
- 1998年 - フランス国際　優勝
- 1998年 - ドイツ国際　優勝
- 1998年 - 世界学生　95kg超級　優勝 無差別　優勝
- 1999年 - ポーランド国際　優勝
- 1999年 - ヨーロッパ選手権　無差別　2位
- 2000年 - チェコ国際　2位
- 2000年 - ポーランド国際　優勝
- 2000年 - ヨーロッパ選手権　3位
- 2000年 - シドニーオリンピック　7位
- 2002年 - チェコ国際　2位
- 2002年 - ポーランド国際　優勝
- 2002年 - イギリス国際　優勝